# 未來的主人翁
《未來的主人翁》，是羅大佑在1983年所發行的創作專輯。

## 專輯過程

### 投入創作（1977年－1981年）
羅大佑在未發行這張專輯之前，提早發表這張專輯的一些歌曲。民國66年（1977年），羅大佑參與電影《閃亮的日子》的歌曲創作時，發表《牧童》這首創作歌曲；一年之後，羅大佑參與《情奔》的電影歌曲創作的不久，發表《稻草人》這首創作歌曲；1979年，在他自己完成《戀曲1980》時，也發表《盲聾》這首創作歌曲；在羅大佑錄製張艾嘉的《童年》專輯時，也去發表改編新疆民謠的《青春舞曲》，不久完成《愛的箴言》的創作。

### 錄製專輯（1982年－1983年）
1982年2月，羅大佑開始籌製《未來的主人翁》專輯時，邀請王正華一起參與專輯的製作過程，並且在日本、台北的錄音室錄製單曲，也再度找山崎稔來擔任三首歌曲的編曲人，另外再度找鄭康生來拍攝專輯的封面。在這段期間，羅大佑完成《小妹》、《誕生》、《亞細亞的孤兒》、《未來的主人翁》和《現象七十二變》這五首創作歌曲，而且《盲聾》被提早收錄於《羅大佑作品選》。終於在1983年8月，完成《未來的主人翁》錄音過程。

### 發行專輯
1983年9月20日，滾石唱片發行羅大佑第二張創作專輯《未來的主人翁》，共賣了二十五萬張；然後這一年的年末，羅大佑在中華體育館舉辦個人演唱會。在這張專輯發行三年之後，發行了《未來的主人翁》的CD版本。最後，《未來的主人翁》專輯被《台灣流行音樂百張經典專輯》一書選為1975年9月到1993年1月的第九名專輯。

## 曲目
A面
1. 誕生
2. 亞細亞的孤兒  (本首歌曲發行時另有副標題〈紅色的夢魘－致中南半島難民〉，原因是避免當時行政院新聞局的刁難，但實際是指台灣，歌名取自吳濁流的小說《亞細亞的孤兒》)
3. 現象七十二變
4. 牧童
5. 未來的主人翁

B面
1. 青春舞曲
2. 愛的箴言
3. 小妹
4. 盲聾
5. 稻草人